# 茶油

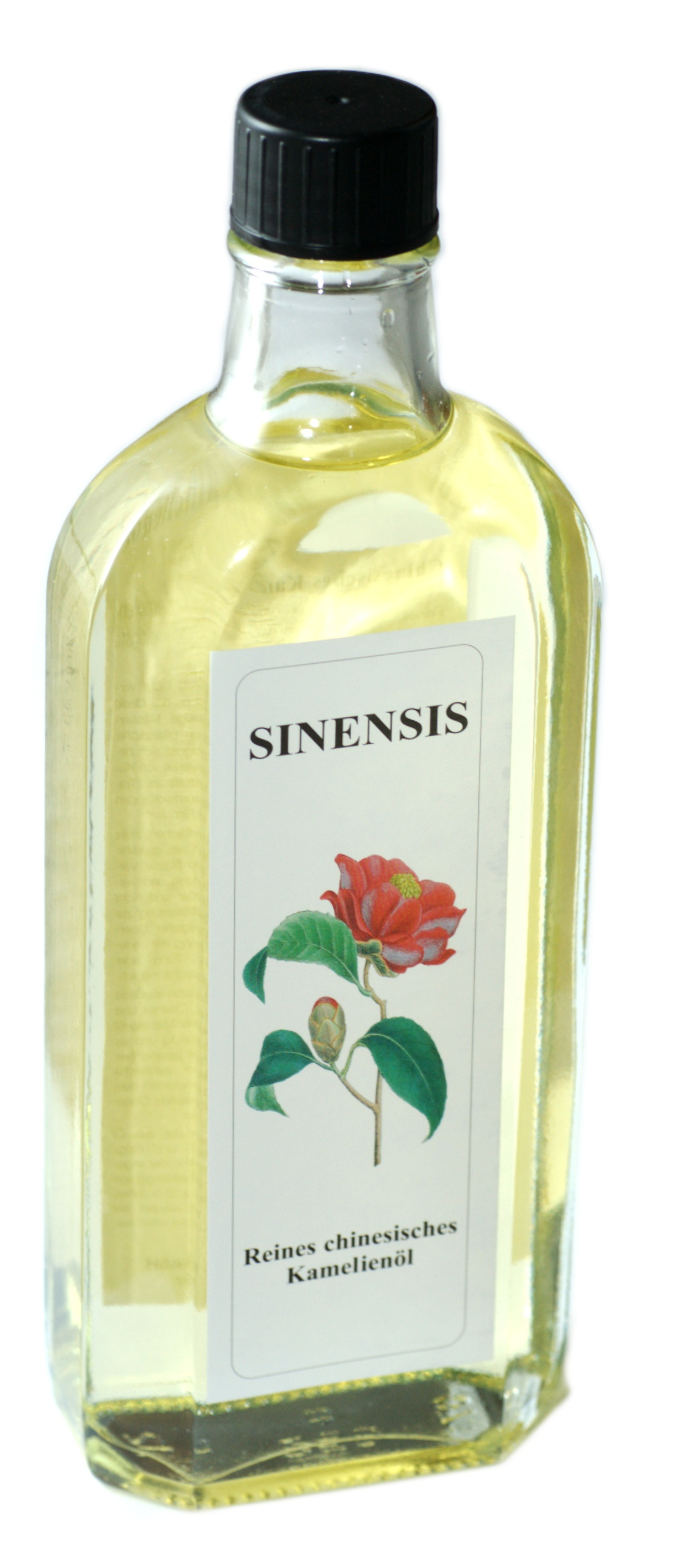
一瓶茶油

茶油，是「油茶籽油」的简称，又名山茶油、山茶籽油、茶籽油，在臺灣稱為苦茶油。
油茶籽油是从山茶科山茶属的油茶種或短柱茶種等物种成熟种子中提取的食用植物油。因為這幾種茶樹只用於製油，不用於製茶，所以就都俗稱為油茶樹，其種子就稱作油茶籽。油茶籽含油率一般为25%～35%，所榨出的油茶籽油主要含油酸、亚油酸等不饱和脂肪酸。油茶樹在臺灣又稱為苦茶樹。

## 用途
常用的功能可以作為食用油、化妝品（保養頭髮）、護膚品（辅助治疗湿疹）、藥用、食用拌麵，工業用、刀具保養油等。

## 食用歷史
茶油在中國的飲食紀錄超過千年，是華人喜愛的高級食用油。茶油素有東方橄欖油之稱，但其發煙點超過200摄氏度，更適合東方料理使用。

## 製油方式

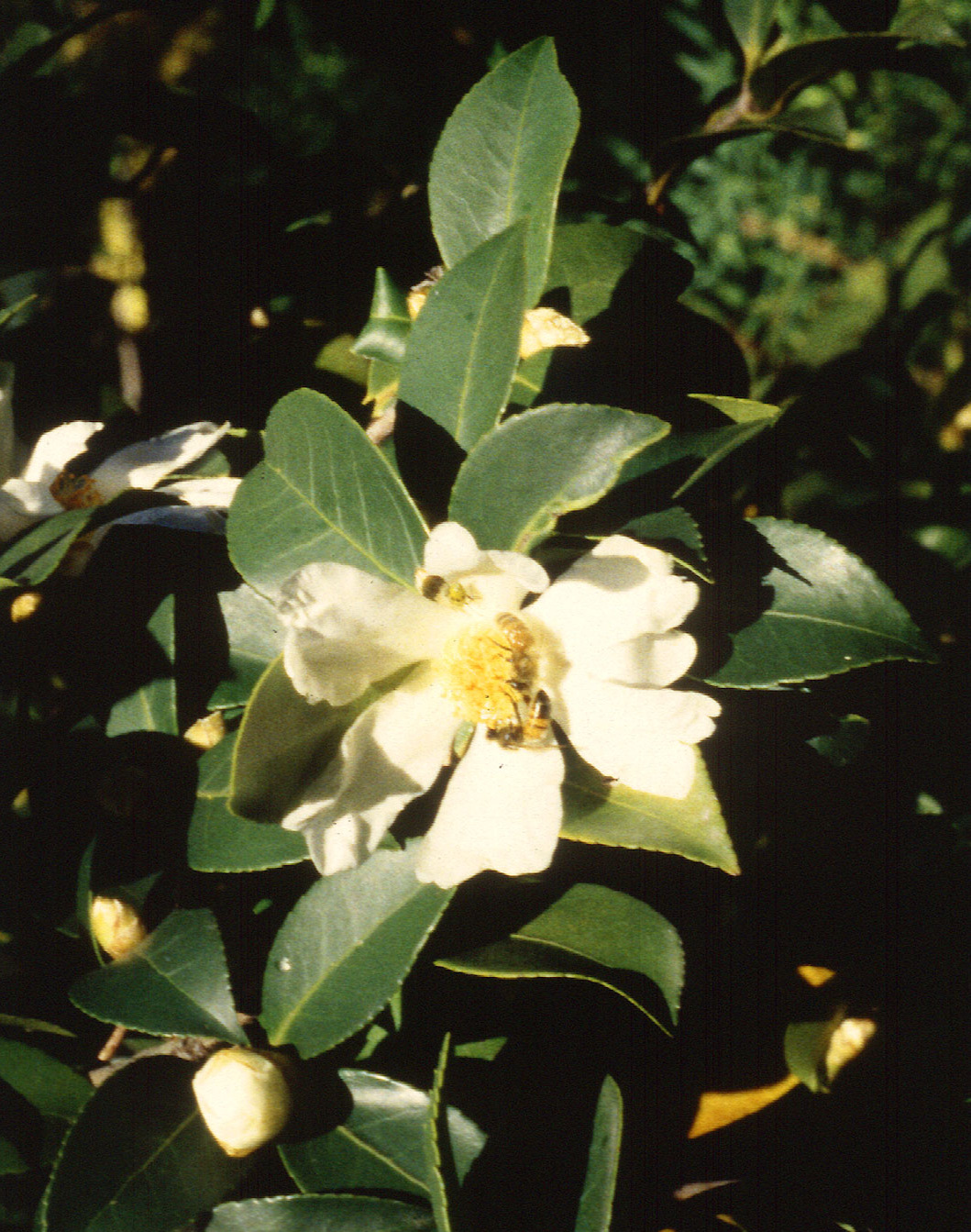
油茶的花朵和叶子

主要可區分為機械壓榨法、溶劑萃取法以及水酶法等。壓榨法主要是利用物理方式，可分為冷壓與熱壓。一般認為冷壓方式可避免來自植物中的生物活性與抗氧化能力物質喪失，且風味清淡，適合剛入門或偏好清淡風味的人。
壓榨法也是茶籽油最傳統的製作方法，其制作过程可分为：去茶籽壳，晒干，粉碎，轧坯，蒸熟，榨油，过滤。
然而經研究指出，冷壓茶油的氧化安定性不佳，容易變質；熱壓製程可以顯著增加安定性，且在120–130°C炒焙十分鐘下，油脂的組成並無變化，顯示並無必要因健康功效追求冷壓。

## 健康功效
茶油之單元不飽和脂肪酸含量最高達80%以上，單元不飽和脂肪酸含有Omega-9，遇熱仍可保持穩定狀態、不易變質。
茶油裏的單元不飽和脂肪酸帶給人諸多健康功效，是中国政府提倡推广的纯天然木本食用植物油。
茶油与橄榄油的成分尽管有相似之处，但茶油的食疗双重功能实际上优于橄榄油，也優於其他食用油。茶油中还含有橄榄油所没有的特定生理活性物质——山茶甙和茶多酚。美国国家医药中心实验证实，山茶油对降低胆固醇、预防心脑血管疾病以及抗癌都有明显的功效。目前，茶油已被联合国粮农组织列为重点推广的健康型高级食用植物油。

## 国家地理标志产品
- 赣南茶油：产于江西省赣州市（传统上称为赣南地区）境内的茶油[5]
- 三江茶油：产于广西壮族自治区柳州市三江侗族自治县境内的茶油[6]